# Leendert Langstraat
Leendert Langstraat (Rotterdam, 14 mei 1909 - Waalsdorpervlakte, 13 maart 1941) was een Nederlandse verzetsstrijder in Nederland tijdens de Tweede Wereldoorlog.
Langstraat was machinebankwerker en machinist bij Wilton-Fijenoord. Hij sloot zich aan bij de Geuzengroep rond Bernardus IJzerdraat. Na zijn arrestatie op 2 december 1940 tot zijn dood zat Langstraat vast in het Huis van Bewaring in Scheveningen ('Oranjehotel'). Langstraat was een van de veroordeelden uit het Geuzenproces en werd gefusilleerd op de Waalsdorpervlakte te Scheveningen.
Leendert Langstraat is een van de achttien  uit het gedicht Het lied der achttien dooden van Jan Campert. In Schiedam is een straat naar hem vernoemd, het Leendert Langstraathof.
Langstraats graf bevindt zich op Ereveld Loenen